# Aga (Niigata)
Aga (jap. 阿賀町 Aga-machi) – miasto w Japonii, na wyspie Honsiu, w prefekturze Niigata. Według danych na rok 2020 miejscowość zamieszkiwało 9 965 mieszkańców , a gęstość zaludnienia wyniosła 10,5 os./km².